# Tadeusz Friedrich
Tadeusz Friedrich (født 7. juli 1903 i Nowy Sącz, død 10. oktober 1976 i Kraków) var en polsk fægter, som deltog i tre olympiske lege i mellemkrigstiden.

## Aktiv karriere
Friedrich var en alsidig fægter, der konkurrerede i alle tre fægtearter. Han vandt i alt ni polske mesterskaber individuelt.
Friedrich var med som reserve på det polske hold i sabelfægtning ved OL 1924 i Paris, men kom ikke i kamp, hvor Polen ikke kom videre fra første runde. Bedre gik det, da han var med ved OL 1928 i Amsterdam i samme disciplin sammen med Kazimierz Laskowski, Adam Papée, Władysław Segda, Aleksander Małecki og Jerzy Zabielski. Polakkerne indledte med at vinde deres førsterundepulje (delt sammen med Ungarn) og gik dermed videre til semifinalerne. Her tabte de ganske vist 0-16 til Italien, men vandt derpå deres to andre kampe, og dermed kom de med i finalepuljen. Her talte kampen mod Italien fra semifinalen og derudover blev det til nederlag til Ungarn, men sejr over Tyskland, hvorpå det blev til polsk bronze, mens Ungarn fik guld og Italien sølv.
Ved OL 1932 i Los Angeles deltog blot seks hold, og Polen gik let videre fra sin indledende pulje og var dermed direkte i finalen. Her blev det til klare nederlag til guldvinderne fra Ungarn og sølvvinderne fra Italien, men bronzen blev genvundet efter uafgjort mod USA (men med flest træffere i den indbyrdes kamp). Denne gang bestod det polske hold foruden Friedrich af Adam Papée, Władysław Segda (begge ligeledes gengangere fra 1928) samt Władysław Dobrowolski, Marian Suski og Leszek Lubicz-Nycz.
Friedrich var desuden med til at vinde VM-bronze i 1930 og 1934, ligeledes i sabel for hold.

## Privatliv og senere karriere
Friderich blev senere dommer i fægtning og var præsident for dommerjuryen ved OL 1948 i London i den individuelle sabelkonkurrence. Han blev også fægtetræner i Krakow.
Han fik to døtre med Felicja Schabińska, der var løber og gymnast og også var med ved OL 1932 i 80 m hækkeløb. Parret blev senere gift.
Han var aktiv i Warszawa-opstanden under anden verdenskrig.